# Mihai Șubă
Mihai Șubă (Bucarest, 1º giugno 1947) è uno scacchista rumeno.
Ottenne il titolo di Grande Maestro nel 1978. 
Vinse tre volte il Campionato rumeno (1980, 1981 e 1985).
Dal 1978 al 1992 ha partecipato con la Romania a sei olimpiadi degli scacchi (tre volte in prima scacchiera), realizzando complessivamente il 59,7% dei punti.
Nel 1982 si classificò terzo nell'Interzonale di Las Palmas, dietro a Zoltán Ribli e all'ex campione del mondo Vassily Smyslov, mancando di poco la qualificazione al torneo dei candidati. Vinse il torneo di Dortmund nel 1983 e fu pari primo a Praga 1985, Timișoara 1987 e Manresa 1993. 
Nel 2008 terminò pari primo con Larry Kaufman nel Campionato del mondo seniores a Bad Zwischenahn, ma Kaufman venne dichiarato vincitore per spareggio tecnico. Ciò era in accordo con il sistema di spareggio della FIDE, ma non con il regolamento del torneo, organizzato dalla Federazione scacchistica tedesca. Venne fatto un reclamo, che la FIDE in seguito accettò dichiarando entrambi vincitori. 

## Opere
Nel 1991 ha scritto Strategia Dinamica negli Scacchi (in inglese Dynamic Chess Strategy), che ha rivoluzionato la comprensione posizionale del gioco. Il libro fu premiato dalla federazione britannica degli scacchi come Libro dell'anno. Inoltre ha scritto nel 2000 la monografia The Hedgehog e nel 2012 Sacrifici posizionali. Una prospettiva dinamica (in inglese Positional Chess Sacrifices).